# Sergio Mendoza
Sergio Giovany Mendoza (El Progreso, Yoro, Honduras; 23 de mayo de 1981) es un exfutbolista de nacionalidad hondureña que jugaba en la posición de defensa. 

## Trayectoria
Sergio Mendoza debutó profesionalmente como futbolista en el año 2002 con el Real Club Deportivo España. 
En este equipo jugó desde el año 2002 hasta el año 2006 cuando salió del equipo para jugar con el Club Deportivo Olimpia.
Después de haber estado por cinco años con el Real Club Deportivo España, Mendoza llega al Club Deportivo Olimpia club con el que estuvo por tres años. 
Salió del club en el año 2009 para jugar con el Club Deportivo Motagua.
En el año 2009, Sergio Mendoza llega a las filas del Club Deportivo Motagua. 
En enero de 2009, Sergio Mendoza fue suspendido por un año por la FIFA por el uso de una sustancia prohibida. A su regreso a las canchas el Club Deportivo Olimpia afirmó que el defensa ya no continuaría con el club.  Pero en octubre del 2009 fichó por el Club Deportivo Motagua. Salió del club al terminar el Torneo Clausura 2012, para jugar en el Universidad SC de Guatemala.
Con el Motagua, Mendoza estuvo desde el año 2009 hasta el año 2012. 
Mendoza jugó 77 partidos y marcó 2 goles, logró conseguir un título de Liga Nacional de Fútbol de Honduras en el Torneo Clausura 2011. 
Salió del club en el año 2012 para jugar con el Universidad SC de Guatemala.
En el año 2012 después de que su contrato terminó con el Club Deportivo Motagua, Sergio Mendoza firma un contrato por un año con el Universidad SC, a pedido del entrenador hondureño, Gilberto Yearwood, quien dirigía al club guatemalteco.
En el Universidad SC, Mendoza fue compañero del futbolista hondureño Milton Nuñez.
Mendoza salió de este equipo en el año 2013, para jugar de nuevo con el Real Club Deportivo España.
En el año 2012, se unió a sus compatriotas Gilberto Yearwood y Milton Núñez, en el Universidad SC de Guatemala.

## Selección nacional
Sergio Mendoza hizo su debut con la Selección de fútbol de Honduras en marzo de 2002 en un partido amistoso frente a la Selección de fútbol de Estados Unidos, ha jugado un total de 53 partidos y ha logrado marcar un gol con la Selección de fútbol de Honduras. Ha representado a su país en 11 juegos de eliminatorias mundialistas y jugó dos partidos con la Selección de fútbol de Honduras en la Copa Mundial de la FIFA 2010 en Sudáfrica. También ha disputado la Copa Uncaf 2003, Copa Uncaf 2005 y la Copa Uncaf 2007, también disputó la Copa de Oro de la Concacaf 2007.

### Participaciones en Copas Centroamericana
| Copa                      | Sede        | Resultado    |
| ------------------------- | ----------- | ------------ |
| Copa Centroamericana 2003 | Panamá      | Cuarto lugar |
| Copa Centroamericana 2005 | Guatemala   | Subcampeón   |
| Copa Centroamericana 2007 | El Salvador | Quinto lugar |

### Participaciones en Copas de Oro de la Concacaf
| Copa                            | Sede           | Resultado        |
| ------------------------------- | -------------- | ---------------- |
| Copa de Oro de la Concacaf 2007 | Estados Unidos | Cuartos de final |

### Participaciones en Copas del Mundo
| Mundial                        | Sede      | Resultado     |
| ------------------------------ | --------- | ------------- |
| Copa Mundial de Fútbol de 2010 | Sudáfrica | Primera Ronda |

### Goles internacionales
| # | Fecha      | Lugar                                             | Rival     | Gol | Resultado | Competición            |
| - | ---------- | ------------------------------------------------- | --------- | --- | --------- | ---------------------- |
| 1 | 29-05-2008 | Lockhart Stadium, Fort Lauderdale, Estados Unidos | Venezuela | 1-0 | 1-1       | Amistoso internacional |

## Clubes
| Club                   | País      | Año       |
| ---------------------- | --------- | --------- |
| Real España            | Honduras  | 2002-2006 |
| Club Deportivo Olimpia | Honduras  | 2006-2009 |
| Club Deportivo Motagua | Honduras  | 2009-2012 |
| Universidad SC         | Guatemala | 2012-2013 |
| Real España            | Honduras  | 2013-2015 |
| Juticalpa F.C.         | Honduras  | 2015-2017 |
| Lone F.C.              | Honduras  | 2018-2019 |

## Palmarés

### Distinciones individuales
| Distinción                          | Año  |
| ----------------------------------- | ---- |
| Once Ideal de la Liga Nacional 2015 | 2015 |